# Jon Favreau (politico)
Jonathan E. Favreau detto Jon (Winchester, 2 giugno 1981) è un politico e funzionario statunitense, fino al 28 febbraio 2013 Capo-Speechwriter per il Presidente degli Stati Uniti d'America Barack Obama.
Favreau, appena diplomatosi come valedictorian trovò immediatamente lavoro come Speechwriter nella campagna elettorale presidenziale di John Kerry (in pratica scriveva i suoi discorsi); nel 2005 Robert Gibbs lo raccomandò ad Obama (allora senatore), che lo prese come Speechwriter. Favreau aiutò Obama anche nelle presidenziali: fu lui infatti ad ideare lo slogan del Presidente Yes We Can. Arrivato alla Casa Bianca, Obama gli assegnò l'incarico ufficiale di Capo-Speechwriter.
Nel 2010 Favreau è stato il membro della Casa Bianca con il salario più alto (172,200 $ all'anno). Il Time lo ha incluso fra le 100 persone più influenti del mondo, si è posizionato al 33º posto nella classifica "I 50 più potenti di Washington" della rivista GQ ed è stato uno dei membri dell'amministrazione Obama inseriti nella classifica di People "Le persone più belle del mondo".
Il 5 febbraio del 2013, Favreau ha dichiarato di abbandonare l'incarico alla Casa Bianca per diventare sceneggiatore cinematografico. Il suo rapporto di lavoro è terminato il 28 febbraio 2013.

## Biografia

### Infanzia
Favreau è nato all'ospedale di Winchester e cresciuto nelle vicinanze di North Reading in Massachusetts, figlio di Lillian DeMarkis, insegnante, e Mark Favreau. Suo padre è di origine franco-canadese e sua madre è di origine greche. Favreau si è laureato in scienze politiche al College of the Holy Cross nel 2003 come valedictorian della sua classe.
All'Holy Cross, è stato tesoriere e presidente del comitato di discussione del College Democrats. Dal 1999 al 2000, ha lavorato al Welfare Solidarity Project, diventandone poi il direttore. Nel 2001, Favreau ha lavorato con Habitat for Humanity e con un programma dell'Università del Massachusetts Amherst per accompagnare i visitatori dai pazienti oncologici. Nel 2002, è diventato responsabile di un'iniziativa per aiutare i disoccupati a migliorare i loro curriculum e le loro capacità di sostenere i colloqui.
Ha anche guadagnato una serie di riconoscimenti al college, tra cui il Vanicelli Award; ha ricevuto nel 2001 la borsa di studio Charles A. Dana, è stato nominato membro della Political Science Honor Society, del Pi Sigma Alpha, del College Honors Program, della Sociology Honor Society, della Alpha Kappa Delta e nel 2002 ha ricevuto una borsa di studio Harry S. Truman. È stato un redattore del giornale del college e, durante l'estate al college, ha guadagnato un reddito extra vendendo giornali come venditore telematico e facendo anche uno stage negli uffici di John Kerry.

### La campagna di John Kerry
Si è unito alla campagna presidenziale del 2004 del senatore John Kerry subito dopo la laurea al College of the Holy Cross. Durante il lavoro per la campagna di Kerry, il suo compito era quello di assemblare spot audio per le radio per il gruppo di Kerry da rivedere per il giorno successivo. Quando la campagna di Kerry ha cominciato a vacillare, si sono trovati senza uno scrittore di discorsi e Favreau è stato promosso al ruolo di vice scrittore di discorsi. Dopo la sconfitta di Kerry, Favreau divenne scoraggiato dalla politica ed era incerto sul fatto di poter fare di nuovo questo lavoro. Favreau ha incontrato per la prima volta Obama (allora senatore dello Stato dell'Illinois in corsa per il Senato degli Stati Uniti), mentre lavorava ancora per Kerry, dietro le quinte della Convention Nazionale Democratica del 2004, mentre Obama stava provando il suo discorso di apertura. Favreau, allora 23enne, interruppe la prova di Obama, consigliando al futuro senatore che sarebbe stato necessario riscrivere il discorso per evitare una sovrapposizione con quello di Kerry.

### La campagna di Barack Obama
Il collaboratore delle comunicazioni di Obama, Robert Gibbs, che aveva lavorato per la campagna di Kerry, ha raccomandato Favreau a Obama come un eccellente scrittore, e nel 2005 ha iniziato a lavorare per Barack Obama nel suo ufficio del Senato degli Stati Uniti, prima di unirsi alla campagna presidenziale di Obama come capo scrittore di discorsi nel 2006. Il suo colloquio con Obama era il primo giorno del senatore. Disinteressato al curriculum di Favreau, Obama ha invece interrogato Favreau su cosa lo spingesse a lavorare in politica e su quale fosse la sua teoria sulla scrittura.
Favreau ha guidato un team di scrittori di discorsi durante la campagna, tra cui Ben Rhodes e Cody Keenan. La sua leadership sugli altri scrittori di discorsi di Obama era molto informale. Spesso si incontravano in una piccola sala conferenze, discutendo il loro lavoro fino a tarda sera. Secondo Rhodes, Favreau non ha organizzato riunioni strutturate con ordini del giorno. "Se l'avesse fatto, probabilmente avremmo riso di lui" ha detto Rhodes. Favreau stava progettando di assumere altri scrittori di discorsi per assisterlo, ma ha ammesso che non era sicuro di come gestirli. Secondo lui "la mia più grande forza non è la cura dell'organizzazione".
Lui ha paragonato la sua posizione a quella di "allenatore di battuta di Ted Williams", a causa delle celebri capacità di Obama come oratore e scrittore. Il consigliere senior di Obama David Axelrod ha detto di Favreau: "Barack si fida di lui, e Barack non si fida di troppe persone su questo, l'idea di cedere quella grande autorità sulle sue stesse parole". Secondo le parole di Obama, Favreau è il suo "lettore mentale". Durante le campagne, era ossessionato dai sondaggi elettorali, definendoli scherzosamente il suo "crack quotidiano". In alcuni momenti della campagna elettorale, si diceva che si sentiva sopraffatto dalle sue responsabilità e si rivolgeva a David Axelrod e ai suoi amici per un consiglio.
Favreau ha dichiarato che i discorsi di Robert Kennedy e lo speechwriter Michael Gerson hanno influenzato il suo lavoro e ha espresso ammirazione per la scrittura di Peggy Noonan, citando un discorso tenuto da Ronald Reagan a Pointe du Hoc come il suo discorso preferito di Noonan. Anche Gerson ammira il lavoro di Favreau e lo ha cercato in un rally della campagna di Obama a New Hampshire per parlare con il giovane scrittore di discorsi. È stato il principale autore del discorso d'inaugurazione di Obama nel gennaio 2009. The Guardian ha descritto il processo in questo modo: "Il discorso inaugurale è passato tra loro, Obama e Favreau, quattro o cinque volte, dopo una prima riunione di un'ora in cui il presidente eletto ha parlato della sua visione del discorso e Favreau ha preso appunti sul suo computer. Favreau è poi andato via e ha dedicato settimane alla ricerca. Il suo team ha incontrato storici e scrittori di discorsi, ha studiato i periodi di crisi e ascoltato le orazioni inaugurali del passato. Quando fu pronto, si stabilì in un Starbucks a Washington e scrisse la prima bozza".

### Direttore della scrittura dei discorsi alla Casa Bianca

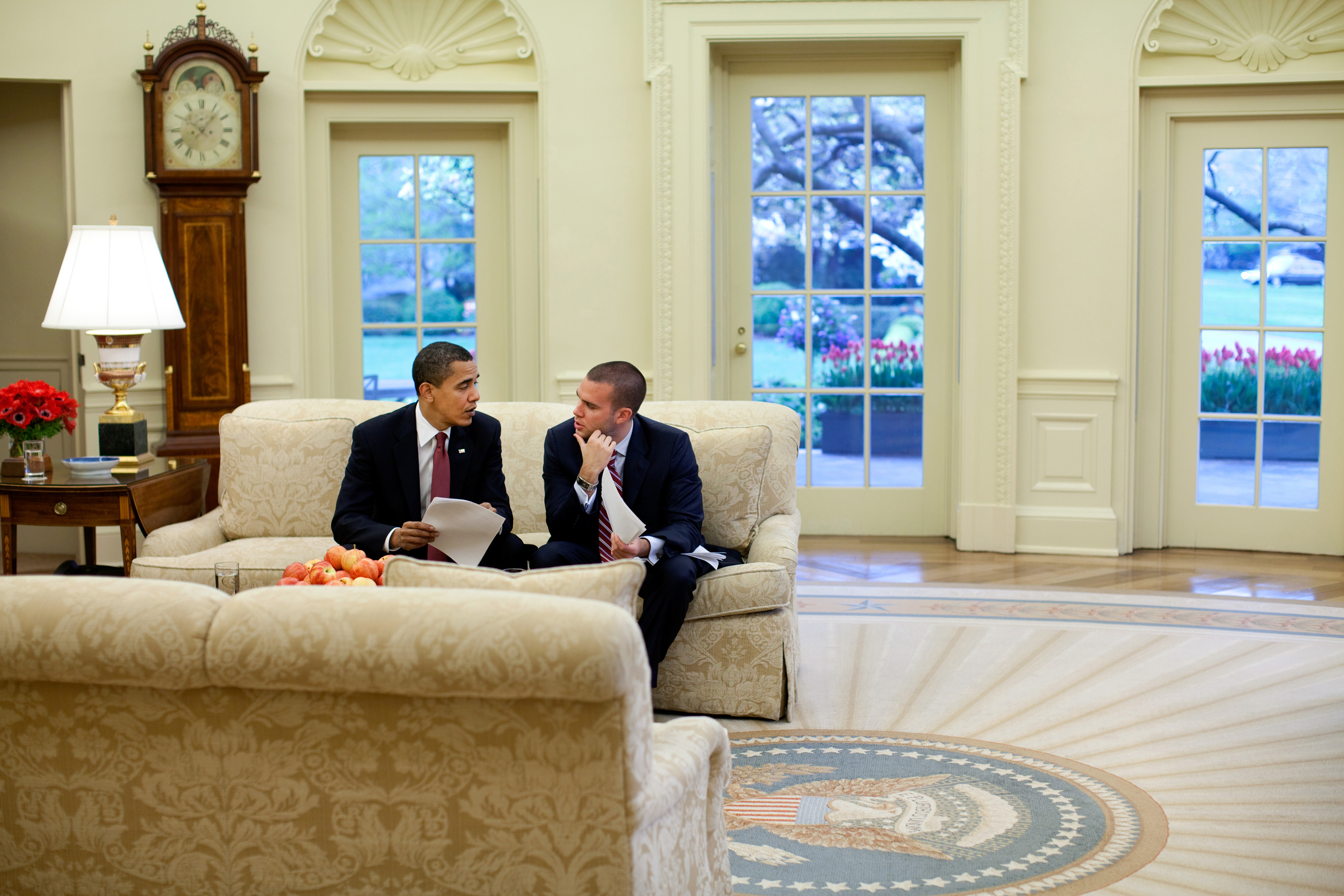
Il presidente Barack Obama incontra Jon Favreau, nello Studio Ovale per rivedere un discorso del 14 aprile 2009. Foto ufficiale della Casa Bianca di Pete Souza.

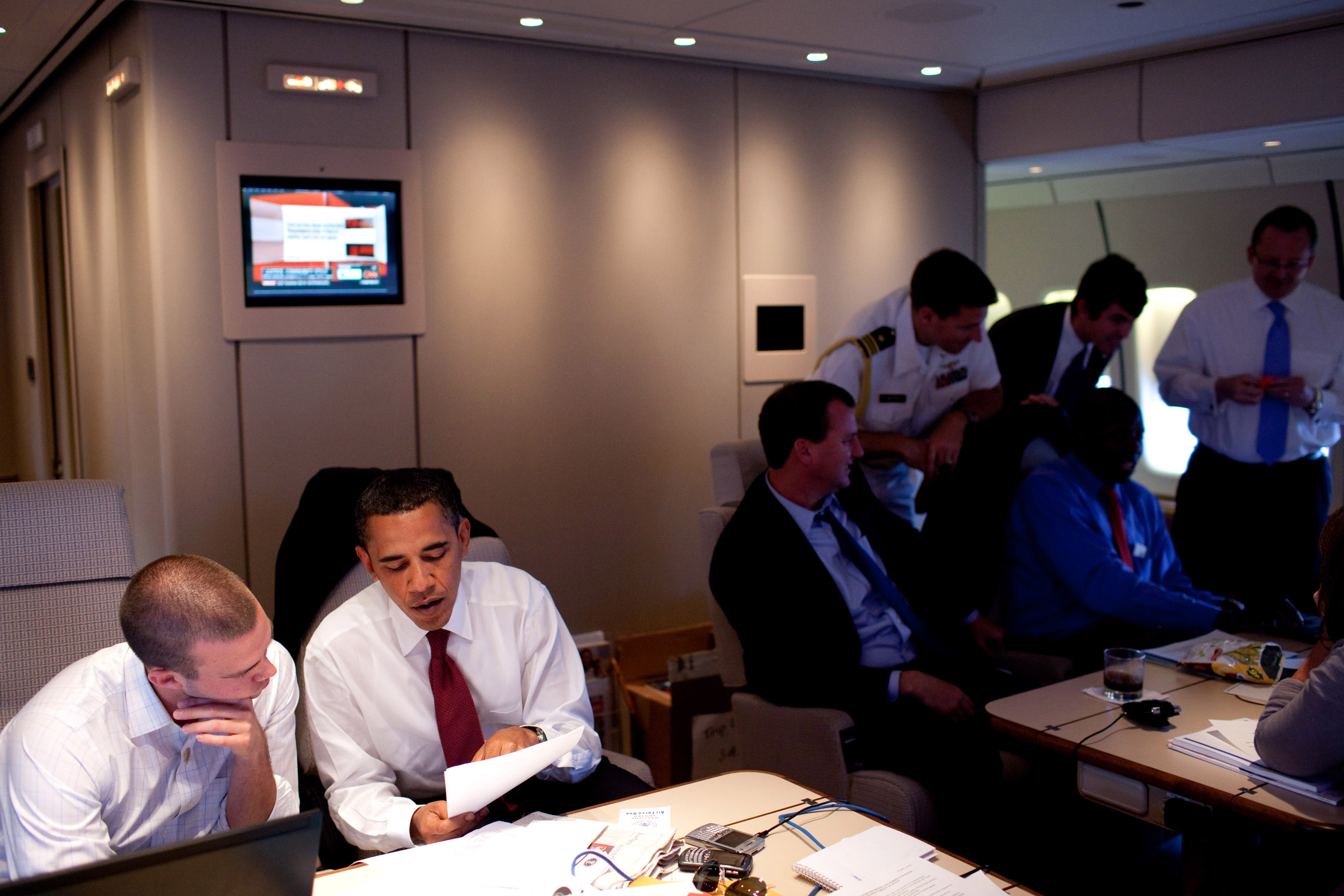
Il presidente Barack Obama lavora con Jon Favreau al discorso della Normandia del presidente a bordo dell'Air Force One in viaggio verso Parigi il 5 giugno 2009.

Quando il presidente Obama ha assunto l'incarico nel 2009, Favreau è stato nominato assistente del presidente e direttore della scrittura dei discorsi. È diventato il secondo più giovane capo dei discorsi della Casa Bianca, dopo James Fallows. Il suo stipendio era di 172.200 dollari all'anno.
Favreau ha detto che il suo lavoro con Obama sarà il suo ultimo lavoro nel campo della politica, dicendo: "qualsiasi altra cosa sarebbe deludente". Per quanto riguarda il suo futuro post-politico, disse: "forse scriverò una sceneggiatura, o forse un romanzo di finzione basato su come è stato tutto questo. C'erano un gruppo di ragazzi che lavoravano insieme a questa campagna, ed è stato un mix di serietà, importanza e sciocchezze che noi siamo. Per le persone della mia generazione, è stato un modo incredibile per crescere".

### Dopo la Casa Bianca
Nel marzo 2013, Favreau ha lasciato la Casa Bianca, insieme a Tommy Vietor, per intraprendere una carriera nel settore privato della consulenza e della sceneggiatura. Insieme hanno fondato la società di comunicazione Fenway Strategies. Nel 2016, dopo le elezioni presidenziali di novembre vinte da Donald Trump, Favreau, Vietor e Jon Lovett hanno fondato Crooked Media. Favreau ha scritto anche per il The Daily Beast e ha co-condotto un podcast politico Pod Save America con Dan Pfeiffer, Vietor e Lovett. Sulla scia della nuova legge sanitaria del Partito Repubblicano, l'AHCA, Jon ha coniato il termine "Wealthcare".
Attualmente fa parte del consiglio dei consiglieri di Let America Vote, un'organizzazione per i diritti di voto fondata dal collega conduttore di Crooked Media Jason Kander.

### Vita privata
Favreau ha sposato Emily Black, la figlia del giudice federale Timothy Black, a Biddeford Pool nel Maine il 17 giugno 2017. Il soprannome di Favreau è "Favs", e ha paura di volare. È il fratello dell'attore Andy Favreau.

## Riconoscimenti
Favreau è stato nominato una delle 100 Most Influential People in the World dalla rivista Time nel 2009. Nello stesso anno si è classificato al 33º posto nella classifica 50 Most Powerful in D.C. della rivista GQ ed è presente nella lista Next Establishment di Vanity Fair. Favreau è stato uno dei numerosi membri dell'amministrazione Obama nel numero World's Most Beautiful People del 2009 di People."
Il 23 maggio 2014 Favreau è stato insignito della laurea ad honorem in Servizio Pubblico dalla sua alma mater, Holy Cross, dove ha tenuto anche il discorso di apertura.

## Controversie
Il 5 dicembre 2008 una foto di Favreau che afferra il seno di un ritaglio di cartone di Hillary Clinton è stata pubblicata su Facebook. Favreau ha chiamato lo staff del senatore Clinton per porgere le proprie scuse. L'ufficio del senatore ha risposto ironicamente scherzando: "Il senatore Clinton è lieto di sapere dell'evidente interesse di Jon per il Dipartimento di Stato e sta attualmente esaminando la sua candidatura".
Nel giugno 2010 il sito FamousDC.com ha ottenuto una foto di Favreau insieme all'assistente del segretario della Casa Bianca Tommy Vietor che gioca a Birra pong dopo essersi tolti le magliette in un ristorante del quartiere Georgetown di Washington D.C. Questo avvenimento ha attirato le critiche della stampa a causa della sua contemporaneità all'apice della fuoriuscita di petrolio nel Golfo del Messico.